# Kadlott Károly
Kadlott Károly, becenevén Kadlott Karcsi (1945. március 11. – 2025. március 23.) magyar énekes, szalonzenész, mulatószene-előadóművész.
Az 1960-as évek vége óta jelen van a magyar zenei életben, főként lakodalmas, illetve mulatós dalairól ismert, leginkább kellemes, emellett sokszor humoros vagy éppen enyhén vulgáris tartalmú szövegekkel. Ezen felül énekel régebbi magyar slágereket és romantikus nótákat. Külföldön is többször koncertezett.

## Életpályája
Gyerekként tanult meg zenélni, a tápiószelei zeneiskolában hegedűszakon végzett. Még diákként bevették a helyi pedagóguszenekarba, akikkel országszerte több helyütt fellépett, valamint lemezfelvételen is részt vett. A zenei tanulmányokkal 1959-ben, az iskola végeztével felhagyott, családja rossz anyagi helyzete miatt munkát kényszerült vállalni, mellette viszont továbbra is zenélt. 1968-ban Budapestre került, ahol főként mint "repülős zenész" dolgozott: beugró helyettesítője volt az adott vendéglátógyeség állandó muzsikusainak, énekeseinek. Számos ismert helyen megfordult így (pl. Savoy, Citadella, Keringő, Tavirózsa), repertoárja leginkább a korszak népszerű előadóinak (Beatles, Paul Anka, Neil Sedaka stb.) dalaiból állt. Ugyanezt folytatta később vidéken is (pl. Nagykőrösön) ideiglenes működési engedéllyel rendelkező bárzongoristaként. A mintegy húsz évig tartó vendéglátóipari zenéléssel 1985-ben hagyott fel, ekkor tért át a könnyedebb magyar nótákra, lakodalmas dalokra. Egyes fellépéseit a tudtán kívül szalagra rögzítették, majd feketén, kazetták formátumában tömegesen terjeszteni kezdték, országos hírneve ebből eredt. Az első hivatalos kiadványok 1987-től jelentek meg tőle, miután szerződést kötött a Holdex Kisszövetkezettel. A Holdex ővele indította kiadói tevékenységét, együttműködésükből csak az indulás évében 8 album (kazetta) született. A Holdex mellett később további kiadókkal is leszerződött, és így 1992-ben már több mint 30 (saját és társelőadós) albuma volt. Egyik legnagyobb sikere az aranylemezzé lett 3x1 Kópé című kiadvány, melyen együtt énekelt Bugyi Zoltánnal (3+2 együttes) és Lagzi Lajcsival.

## Magánélete
Feleségével Tápiószőlősön élt. Lánya 24 éves korában autóbalesetben életét vesztette.
2025. március 23-án váratlanul elhunyt.

## Diszkográfia

### Szólóalbumok (válogatás)
- Melós Gyerek Vagyok (MC 1987)

- Nem zörög a haraszt… (MC 1987)

- Délibábos Hortobágyon (MC 1987)

- A füredi Anna‑bál… (MC 1987)

- Egy vándorcirkusz ócska… (MC 1987)

- A zombori rózsák (MC 1987)

- Gyere velém a tanyára (MC 1988)

- Nádfedeles kis házikóm (MC 1988)

- Hegyen völgyön lakodalom (MC 1988)

- Százezer dal (MC 1988)

- Túl a Tiszán (MC 1988)

- Lakodalom van a mi utcánkban (MC 1988)

- Szüreti lakodalmas (MC 1989)

- Estharang (MC 1989)

- Bolond lakodalom (MC 1989)

- Árad a Duna Vize (MC 1989)

- Lőre, lőre, cudar lőre (MC 1989)

- Aranylakodalmas (Válogatott lakodalmas nóták) (MC 1990)

- Az én rózsám félre‑muzsikál (MC 1990)

- Karcsi és a nők (MC 1990)

- Disznó nóták (MC ?)

- Cigánybálban (MC 1991; CD 2007)

- Nem élhetek muzsikaszó nélkül (MC 1992; CD 2007)

- Minden asszony életében… (MC 1994; CD 2007)

- Falusi lagzi 1 (MC 1994; CD 2007)

- Összeveszett a násznép – Délvidéki Lagzi (MC 1995; CD 2007)

- Falusi lagzi 2 (MC 1996; CD 2007)

- Szívküldi: Halványkék szemek (MC 1997; CD 2008)

- Téged várlak átvirrasztott éjjeleken (MC 1997; CD 2007)

- Bocsássa meg… (MC 1999; CD 2007)

- Szeretni kell… (MC 1999; CD 2007)

- Hát idefigyelj Lajos (MC 1998; CD 2007)

- Bakanóták (MC 1993; CD 2007)

### Tabányi - Kadlott
- Harmonika csárdások (Tabányi Mihály, Kadlott Károly) (MC, 1987)

### 3x1 kópé
- 3x1 kópé (Bugyi Zoltán, Kadlott Károly, Lagzi Lajcsi) (LP, 1988; MC, 1988)
- 3x1 kópé (Kadlott Karcsi, Lagzi Lajcsi, Gombóc Isi) + Dagi Manci: Lakodalmas kuttyogó (LP, 1989; MC, 1989; CD, 2001)
- 3x1 kópé (Hajós Jani, Gatya Maca, Kadlott Karcsi) (MC, 1991)

## Kötete
- Kadlott Károly: Kedvenc ételeim; fotó Bujáki Zoltán, ételek Kassai Péter; E&E Kft., Bp., 1990